# 皮尔恩吉河
皮尔恩吉河（俄语：Река Пильнги）是萨哈林州诺格利基区的河流，长42公里，流域面积274平方公里，注入鄂霍次克海。

## 引用
1. ↑  М·Г·瓦西科夫斯基. . 列宁格勒: 气象出版社. 1973 （俄语）.
2. ↑  . 国家水登记处.   [2024-01-03]. （原始内容存档于2024-01-03） （俄语）.